# Alpos
Alpos (en grec antic Άλπος) era, com explica la mitologia grega, un gegant sicilià que vivia a la muntanya del Pelor (avui la Punta del Far). Com tots els gegants, era fill de la Terra, Gea, i nascut de la sang d'Urà.
Nonnos, a les Dionisíaques, ens transmet la seva llegenda. Posseïa un gran nombre de braços, i el seu cap tenia una cabellera formada per escurçons. Era tant alt que quasi arribava al Sol i molestava la Lluna i els estels. Esperava els viatgers que es perdien per la muntanya i els esclafava contra les roques. Després se'ls menjava. Per això la muntanya estava deshabitada i ni Pan, ni les nimfes, ni Eco volien entrar per aquelles terres, on només regnava el silenci. Aquesta situació s'allargà fins que Dionís es va presentar allà. Alpos el va atacar, protegit per un escut format per un bloc de pedra, i li llançà arbres sencers. Dionís li va llançar el tirs que se li clavà a la gola. Alpos, com si hagués estat ferit per un llamp, va caure al mar, prop de l'illa sota la qual vivia Tifó. L'aigua aixecada va apagar l'Etna per un temps.